# Козак Богдан Миколайович
Богда́н Микола́йович Коза́к (27 листопада 1940, Львів, УРСР — 28 травня 2024, Львів, Україна) — радянський та український актор, театральний режисер та педагог, професор (1997). Академік АМУ (2004). Народний артист Української РСР (1988).

## Життєпис
Народився 27 листопада 1940 року у Львові.
Актор Львівського національного театру ім. Заньковецької. Академік Національної академії мистецтв України.
Він поєднував акторську справу з викладацькою діяльністю у театральній студії при театрі, був завідувачем кафедри театрознавства та акторської майстерності, а у 2004—2010 роках — деканом факультету культури і мистецтв ЛНУ ім. Франка.
Був членом Наукового товариства ім. Шевченка.
Серед його учнів — народні артисти України Орест Гарда, Ростислав Держипільський, Любов Боровська та Іван Довгалюк.

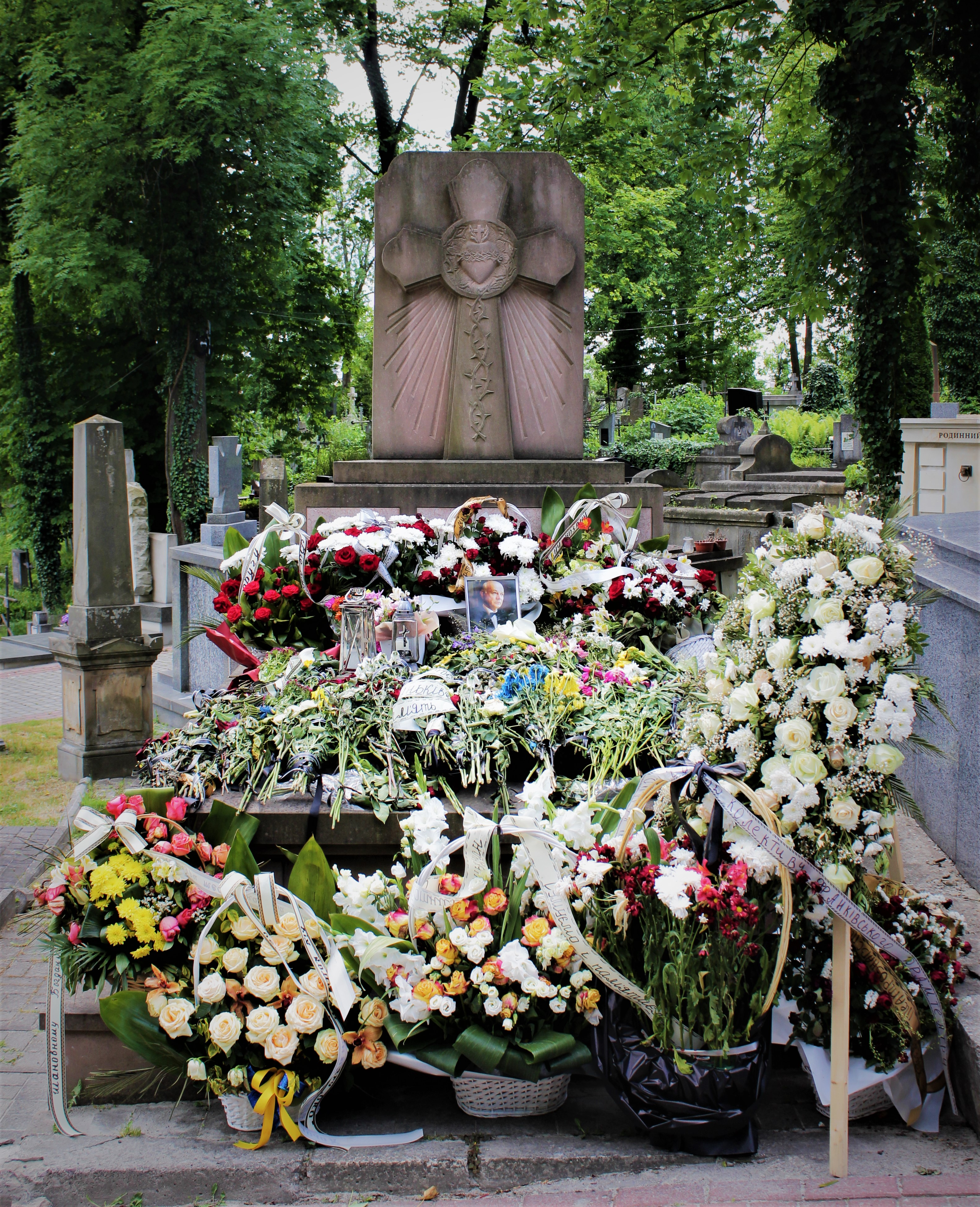
Могила Богдана Миколайовича Козака на 52 полі Личаківського цвинтаря

Помер 28 травня 2024 року у віці 83 років у Львові. Панахида пройшла в церкві Святої Трійці, прощання відбулося у Національному театрі імені Марії Заньковецької, похований 29 травня на 52 полі Личаківського цвинтаря.

## Фільмографія
- 1973 — «До останньої хвилини», Одеська кіностудія, актор
- 1973 — «Стара фортеця», Кіностудія імені Олександра Довженка, актор
- 1979 — «Хазяїн», фільм-спектакль, Укртелефільм, актор
- 1987 — «Державний кордон. За порогом перемоги», Беларусьфільм, актор
- 1988 — «Минуле повернути», ТО «Екран», актор
- 1991 — «Павло Полуботок», Укртелефільм, актор
- 1993 — «…Час збирати каміння», Укртелефільм, актор
- 1995 — «Ісус, син Бога живого», Галичина-фільм, фільм про життя, смерть і воскресіння Ісуса Христа, актор
- 2001 — «У.Б.Н. (Український буржуазний націоналіст)», вистава Львівського Національного українського драматичного театру ім . М.Заньковецької, актор
- 2009 — «Іван Франко. Львівські сторінки життя», ДТРК «Культура», диктор

## Ролі
- «І змовкли плахи»
- «Замшевий піджак» С. Стратієва — Євгеній
- «З коханням не жартують» П. Кальдерона — Дон Хуан
- «Суд пам'яті» — Менитен (мол.)
- «Дикий ангел» — маляр
- «Б. Хмельницький» О. Корнійчука — Богун
- «Ричард III» В. Шекспіра — Кларенс
- «Прапороносці» за О. Гончарем — Брянський
- «Украдене щастя» І. Франка — Микола Задорожний
- «Суєта» І. Карпенка-Карого — Іван
- «Німий лицар» Е. Хелтаї — Агарді
- «Юрко Крук» П. Козланюка — Юрко
- «Кафедра» В. Врублевської — Марунін
- «Смерть Тарелкіна» І. Сухого-Кобиліна — Тарелкін
- «Ніч на полонині» О. Олеся — Іван
- «Правда» О. Поголіна — Ленін
- «Човен хитається» Я. Галана — Дзюньо
- «Під золотим орлом» Я. Галана — Беннілі
- «Комуніст» Є. Габриловича — Ленін
- «Сон князя Святослава» І. Франка — Гостомисл
- «Маскарад» О. Пушкіна — Арбенін
- «Декамерон» Д. Боккаччо — ведучий, Бернардо Фредріго
- «Розгін» П. Загребельного — Карналь
- «Моцарт і Сальєрі», «Драматичні сцени» О. Пушкіна — Моцарт
- «Розорене гніздо» Я. Купали — невідомий
- «Сюїта Журавського» — Журавський
- «Хета Ніскавуорі» Х. Вуалійокі — Санбері
- «Люди, яких я бачив» С. Смирнова — Крупін
- «Безприданниця» О. Островського — Кнурав
- «Олекса Довбуш» В. Босовича — Метач
- «Кремлівські куранти» В. Погодіна — Ленін
- «Отелло» В. Шекспіра — Яго
- «Проводимо експеримент» В. Черних — Нертин
- «Тартюф» Ж.-Б. Мольєра — Тартюф
- «Так переможемо» В. Погодіна — Ленін
- «В сім'ї вольній, новій» — художнє читання
- «Діти Арбату» А. Рибакова — Сталін
- «Спокуса Хоми Брута» А. Врублевської — від автора
- «Маруся Чурай» Л. Костенко — Суддя
- «Меланхолійний вальс» Б. Анткова за О. Кобилянською — Чорнай
- «Чорна пантера» В. Винниченко — Мулен
- «Павло Полуботок» К. Буревія — Петро І
- «Наталка Полтавка» І. Котляревського — Возний
- «Нірвана» О. Островського — Лісецький
- «Мазепа», «Мотря», «Не вбивай» за творами Б. Лепкого — Петро І
- «Макбет» В. Шекспіра — Макбет
- «Гедда Габлер» Г. Ібсена — Йорген Тесман
- «Вічний раб» В. Шевчука — Розенрох
- «Ромео і Джульєтта» В. Шекспіра — С. Капулетті
- «Ой радуйся, земле» — читець
- «Світла моя мука» — читець
- «Ісус, син Бога живого» В. Босовича — Пілат
- «Я камінь з Божої праці» О. Ольжича — Кандиба
- «Літо в Ноані» Я. Івашкевича — Водзінський
- «Хазяїн» І.Карпенка-Карого — Феноген
- «В обіймах золотої мли» — Рильський (старший)
- «Сейлемські відьми» А. Міллера — Ден Форт
- «Шаріка» Я. Барнича — Мікльош
- «А дощ все йде» — Сесіл
- «Гамлет» В. Шекспіра — Полоній
- «Гуцулка Ксеня» Я. Барнича — Майкл Деделюк
- «Моральність пані Дульської» Г. Запольської — Дульський
- «Моя професія — сеньйор з вищого світу» Д. Скалаччі, Р. Тарабузі — Папагатто
- «Погляд вічності» Р. Лубківського — художнє читання
- 1999, 14 грудня — «Загадкові варіації» за однойменною п'єсою Еріка Еммануеля Шмітта; реж. Вадим Сікорський — Абель Знорко[7]
- «Талан» М. Старицького — Степан Безродний
- «Андрей» В. Герасимчука — Енкаведист (генерал)
- «У. Б. Н.» Г. Тельнюк — психіатр
- «Маргаритка» Г. Салакру — невідомий
- «Івона, принцеса бургунська» В. Гамбровича — Король Ігнатій
- «Професіонал» Д. Ковачевича — Лука Лабан
- «Державна зрада» Р. Лапіки — граф Орлов
- «Нора» Г. Ібсена — ст. Гельмер
- «Оргія» Лесі Українки — Меценат
- «Романтики» Е. Ростана — Пергамен
- «Візит літньої пані» Ф. Дюренматта — Бургомістр
- «Сава Чалий» І. Карпенка-Карого — Потоцький
- «Амадей» П. Шеффера — Антоніо Сальєрі
- «Історія коня» за Л. Толстим — князь Серпуховський

## Режисерські постановки
- «Три сестри» А. Чехова (1982)
- «Звичайна горшина» В. Данилевського та О. Костинського (1987)
- «Я вибираю Березіль» (1987) та «В наймах у Мельпомени» (1989) Н.Бічуї
- «Орфеєве чудо» (1991), власна інсценізація за Ю. Щербаком та Лесею Українкою
- «Жабуся» Г. Запольської (1994)
- «Французькі водевілі» Е. Лабіша (1997)
- «Майор Кравашон» та «37 су пана Монтодуана» Е. Лабіша
- «Натусь» В.Винниченка (1998)
- «Нора» Г. Ібсена (2003)

## Нагороди
- Народний артист УРСР (1988);
- Премія Національної спілки театральних діячів України імені Йосипа Гірняка
- Орден «Знак пошани»
- Орден «За заслуги» I (2010)[8], II (2006)[9] та III (2000)[10] ступенів;
- Національна премія України імені Тараса Шевченка (2010) — за концертне виконання поетичних композицій «Євангеліє від Тараса» та «Думи» за творами Тараса Шевченка[11];
- Орден князя Ярослава Мудрого IV ступеня (21 серпня 2020) — за значний особистий внесок у державне будівництво, соціально-економічний, науково-технічний, культурно-освітній розвиток України, вагомі трудові здобутки та високий професіоналізм[12];
- Орден князя Ярослава Мудрого V ступеня (2015)[13];
- Нагорода імені Станіслава Іґнація Віткевича за визначні досягнення в поширенні та пропагуванні польської культури на світі (2017).